# Artemis II

De beoogde baan van missie Artemis 2

Artemis II, tot mei 2019 bekend als Exploration Mission 2 (EM-2) is de geplande tweede vlucht van NASA's Artemisprogramma. Het is de derde vlucht van een Orioncapsule en de eerste bemande ruimtevlucht met een Orion. Volgens de planning van begin 2019, zou op 1 juni 2023 worden gelanceerd vanaf Lanceercomplex 39B van het Kennedy Space Center. De draagraket die daarvoor zal worden gebruikt is een Space Launch System Block I. In maart 2023 werd de lancering uitgesteld tot november 2024, de missie werd opnieuw uitgesteld in januari 2024 tot september 2025 en in december 2024 naar april 2026.

## Kenmerken
De vlucht zal hetzelfde vluchtprofiel hebben als de onbemande testvlucht Artemis I (november-december 2022) die in een retrograde vrije-terugkeerbaan om de Maan vloog. De bemanning zal uit vier personen bestaan. En het is na de vluchten EFT-1 en Artemis I de derde ruimtevlucht van een Orion-ruimteschip en de tweede lancering van het Space Launch System.
Er is enige tijd sprake van geweest dat NASA EM-2 met een SLS Block IB-configuratie zou lanceren. NASA wilde zo geld besparen omdat ze dan de Interim Upper Stage van de Block I-configuratie niet hoefden aan te passen en goedkeuren voor slechts één bemande vlucht. De ontwikkeling van de Exploration Upper Stage voor de Block IB is echter vertraagd waardoor toch naar de Block I-variant wordt teruggegrepen.
NASA biedt op de vlucht ook de mogelijkheid aan derden om zes en twaalf units grote CubeSats mee te lanceren.
In 2019 werd het Artemisprogramma opgestart waarmee NASA in 2024 een bemande maanlanding wil bewerkstelligen. Artemis II is de laatste voorbereidende vlucht. Artemis III zou de eerste maanlanding van dit project moeten uitvoeren.
Na de grotendeels mislukte eerste testvlucht van de Boeing Starliner die in december 2019 het ISS niet bereikte, is NASA zijn plannen voor Artemis II aan het heroverwegen. Mogelijk wordt er aan het vluchtprofiel een rendez-vous toegevoegd om zodoende die kwaliteiten van de Orion-capsule te bewijzen. Met wat voor voorwerp die zou moeten koppelen is niet duidelijk. Mogelijk is de Lunar Orbital Platform-Gateway tegen die tijd beschikbaar, maar dat is anno mei 2020 allerminst zeker.

## Voorbereiding
Eind 2019 waren de bouw van de SLS-raket en de Orion-Capsule in volle gang. De brandstoftanks van de SLS-raket waren inmiddels af en klaar voor tests alvorens de raket verder wordt opgetuigd.
Op 15 maart 2020 kwam de onstsnappingsmotor van de Orion-capsule aan op het Kennedy Space Center.
In mei 2020 werden de Europese service modules (ESM) voor Artemis II en Artemis III besteld.
In januari 2022 was de interim cryogenic propulsion upperstage oftewel de tweede trap van de SLS-raket zo goed als klaar voor oplevering.
In mei 2022 werd de Orion-capsule voor het eerst opgestart.
In september 2023 arriveerde de trein met de segmenten van de vastebrandstof hulpraketten op het Kennedy Space Center.
Op 24 juli 2024 arriveerde NASA’s vrachtschip de Pegasus met de core-stage van de SLS-raket op het Kennedy Space Center.
In november 2024 begon NASA met het samenstellen van de SLS-raket voor de Artemis II-vlucht in de Vehicle Assembly Building.

## Bemanning
In december 2020 werd bekend dat een van de vier deelnemende astronauten door het Canadian Space Agency zal worden geleverd. Wie de bemanningsleden zouden zijn was nog niet bekend. Canada en Japan waren de eerste landen die zich bij het Artemisprogramma aansloten.
Kort na de landing van Artemis I, op 11 december 2022, gaf Administrator Bill Nelson aan dat de bemanning voor Artemis II binnenkort zou worden bekendgemaakt. Intern zou de beslissing al zijn gevallen. Op 3 april 2023 werd de bemanning in het bijzijn van een internationaal gezelschap van actieve astronauten gepresenteerd.
| Positie          | Ruimtevaarder                         | Reserve            |
| ---------------- | ------------------------------------- | ------------------ |
| Gezagvoerder     | Reid Wiseman, NASA, 2e ruimtevlucht   |                    |
| Piloot           | Victor Glover, NASA, 2e ruimtevlucht  |                    |
| Missiespecialist | Christina Koch, NASA, 2e ruimtevlucht |                    |
| Missiespecialist | Jeremy Hansen, CSA, 1e ruimtevlucht   | Jenni Gibbons, CSA |

## Trivia
- Artemis II is niet de enige bemande vlucht om de Maan die origineel voor 2023 op de planning was gezet. SpaceX hoopte dat jaar een Starship met aan boord een ruimtetoeristisch gezelschap van acht kunstenaars een soortgelijke vlucht te laten maken in het kader van het project dearMoon. Beide vluchten zijn ondertussen zeker een jaar vertraagd, het is nog niet duidelijk wie als eerste terugkeert naar de Maan.